# Transzform vető

A transzkurrens vető sémája. Az ábrán az óceánközépi hátság elnyíródott szakaszai láthatók. Ha csak a piros vonalnál észlelhető a törés, akkor transzform vetőről beszélünk, ha az ábra szerint túlnyúlik ezen a szakaszon, akkor transzkurrens vetőről

A transzform vető geológiában a töréses szerkezeti formák egyikének neve. Az óceánközépi hátságok feldarabolódó és egymástól elnyíródva távolodó szakaszainak végeit összekötő törésvonal. A transzform vető vetősíkjában ellentétes irányú elmozdulás történik, ezért ez a vetőtípus egyben diszlokációs zóna. Ha a diszlokációs zónán túlnyúló részei is vannak, akkor transzkurrens vetőről beszélünk.
A transzform vető a relatív vízszintes mozgások következtében szakad fel, a vetők végén általában más törések, gerincek  vagy szubdukciós zónák vannak. Valójában a transzform vetők többsége térrövidüléses vagy tértágulásos lemeztérségeket köt össze.
1. Szubdukció és hasadékvölgy közti transzform vető kialakulása.
2. Két szubdukciós zóna közti transzform vető.
3. Két tértágulásos zóna közti transzform vető.

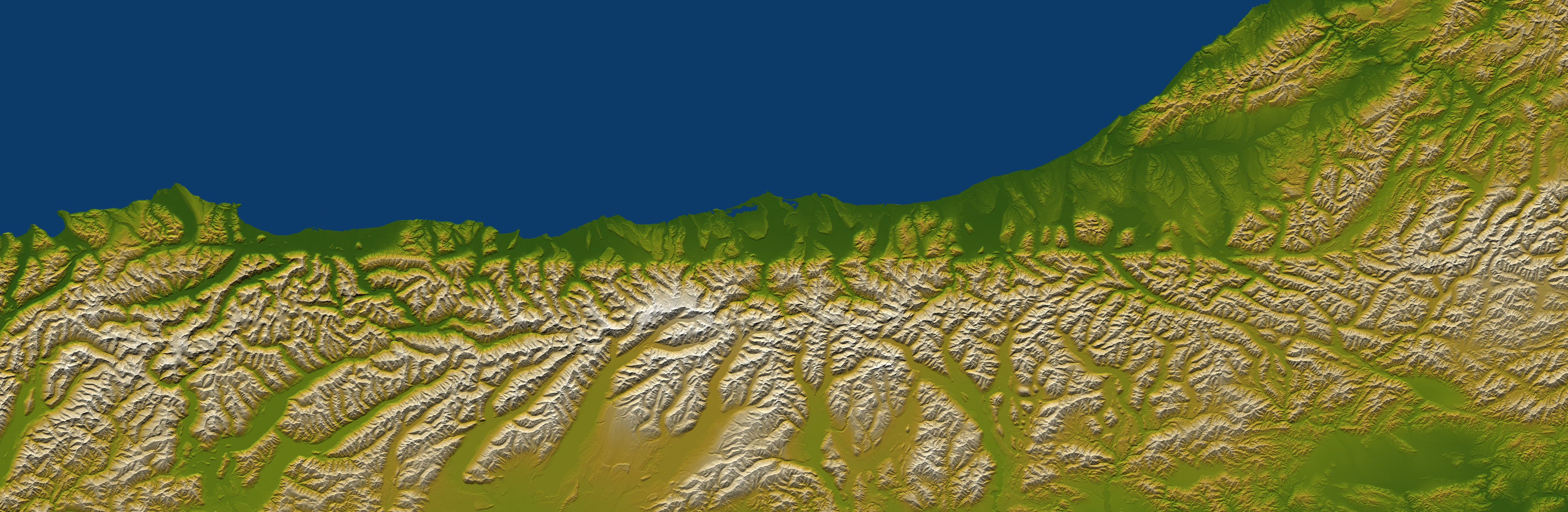
Egy transzform vető űrfényképe Új-Zéland nyugati partjainál

A transzform vetők egyik földtörténeti jelentősége, hogy a tektonikus lemezek szegélyeit jelöli ki, így nagyon régi lemezperemek is felismerhetők.